# Darrent Williams
Darrent Williams (* 27. September 1982 in Fort Worth, Texas; † 1. Januar 2007 in Denver, Colorado) war ein US-amerikanischer American-Football-Spieler auf der Position des Cornerbacks. Er spielte in der National Football League (NFL) für die Denver Broncos. Besonderes Aufsehen erregte sein Tod als Folge eines Drive-by shootings.
Williams besuchte die O.D. Wyatt High School in Fort Worth, Texas, in deren American-Football-Team er als Cornerback spielte. Anschließend war er in der Oklahoma State University eingeschrieben und wurde im NFL Draft 2005 als Zweitrundenpick zu den Denver Broncos in die NFL geholt.
Am frühen Morgen des 1. Januar 2007 schossen Unbekannte aus einem vorbeifahrenden Wagen auf seine Hummer-Stretch-Limousine. Darrent Williams wurde tödlich getroffen, sein Teamkollege Javon Walker blieb unverletzt.
Am 30. April 2010 wurde Willie DeWayne Clark, ein Mitglied der Crips, wegen des Mordes an Darrent Williams zu einer lebenslangen Haftstrafe (plus 1152 Jahre für weitere Verbrechen) verurteilt.